# رامون غونزاليس غونزاليس
رامون غونزاليس غونزاليس (بالإسبانية: Ramón González González)‏ هو سياسي مكسيكي، ولد في 18 مايو 1962 في غوادالاخارا في المكسيك. نشط حزبياً في حزب العمل الوطني. وقد انتخب عضو مجلس النواب المكسيك.